# Pedro Ochotorena
Pedro María Quemada Ochotorena (Hernani, Guipúzcoa, 19 de abril de 1956) es un exfutbolista español conocido en el mundo del fútbol como Ochotorena. Su nombre suele aparecer escrito también habitualmente con grafía vasca como Otxotorena.
Fue el portero suplente de la Real Sociedad que se proclamó bicampeona de Liga.

## Biografía
Natural de la localidad guipuzcoana de Hernani.
Debutó en la portería del filial de la Real Sociedad, el San Sebastián Club de Fútbol durante la temporada 1972-73, siendo todavía un  juvenil de 17 años. A pesar de ese temprano debut le costó años abrirse paso hasta el primer equipo, donde llegaría solo durante la temporada 1977-78. En las 6 temporadas que jugó con el Sanse disputó solo 19 partidos. Nunca logró hacerse con un puesto como titular en el filial estando a la sombra de otros porteros. Sin embargo en la temporada 1977-78 empezó a ser convocado para partidos del primer equipo tras ser traspasado Urruti al RCD Español. Entró a formar parte de la primera plantilla en 1978. Entre 1978 y 1984 Ochotorena fue el eterno suplente de Luis Arconada en la Real Sociedad. Este periodo coincide con el periodo más exitoso de la historia txuri-urdin.  Coincidió con la mejor generación de futbolistas de la historia de la Real, que durante esos años obtuvo 2 títulos de Liga, 1 subcampeonato, 1 Supercopa y llegaron a semifinales de la Copa de Europa. 
Ochotorena estuvo sentado en el banquillo realista durante 264 partidos, de los cuales casi 200 fueron en la Primera División Española, pero no llegó a debutar nunca en partido de Liga con la Real Sociedad. Solamente llegó a disputar 3 partidos oficiales con la Real, los tres en competición copera, uno en la temporada 1978-79, otro en la 1982-83 y finalmente uno en la 1983-84.
Durante la temporada 1983-84 Arconada se lesionó, pero Ochotorena se encontraba en aquel momento también lesionado, por lo que no pudo sustituirle. Su lugar fue ocupado durante cerca de mes y medio por el joven Agustín Elduayen de 19 años, que era en aquel momento el tercer portero del equipo. De esta forma Ochotorena se vio relegado al puesto de tercer portero de la plantilla.
Con 28 años de edad y consciente de que su oportunidad en la Real no llegaba, el jugador decidió cambiar de aires. En el verano de 1984 el jugador estuvo cerca de fichar por el Girondins de Burdeos, equipo contra el que había jugado algún amistoso; pero el fichaje se desestimó debido a que el club francés no consiguió librar una plaza de extranjero en su plantilla. En su lugar, el portero acabó fichando por el CD Logroñés, equipo recién ascendido a la Segunda División Española.
Jugó una temporada con el Logroñés en Segunda disputando una decena de partidos. Al acabar la temporada 1984-85 causó baja en el Logroñés y dio por finalizada su carrera como futbolista profesional.

## Clubes
| Club             | País   | Año       |
| ---------------- | ------ | --------- |
| San Sebastián CF | España | 1973-1978 |
| Real Sociedad    | España | 1977-1985 |
| CD Logroñés      | España | 1985-1986 |

## Títulos

### Campeonatos nacionales
| Título    | Club          | País   | Año  |
| --------- | ------------- | ------ | ---- |
| Liga      | Real Sociedad | España | 1981 |
| Liga      | Real Sociedad | España | 1982 |
| Supercopa | Real Sociedad | España | 1982 |